# C13H24O
化学式C13H24O（摩尔质量：196.32 g/mol）可能指：
- 环十三酮，CAS号：832-10-0
- 二环己基甲醇，CAS号：4453-82-1
- 四氢香堇酮，CAS号：60761-23-1

|  | 这个同类索引页列出了具有相同分子式的化学物（即同分異構體）条目。 除非您是有意链接至本页，否则应将相应条目的内部链接指向正确的条目。 |